# Menekülés a győzelembe
A Menekülés a győzelembe (eredeti cím:Victory vagy Escape to Victory) 1981-es amerikai-brit-olasz-magyar háborús sportfilm, melyet John Huston rendezett. A film alapjául Fábri Zoltán Két félidő a pokolban (1961) című rendezése szolgált.
A főbb szerepekben Sylvester Stallone, Michael Caine, Max von Sydow és Pelé látható. A film a második világháború alatt egy német fogolytáborban internált szövetséges hadifoglyokról szól, akik egy német csapat ellen játszanak bemutató labdarúgó-mérkőzést. A film nagy figyelmet kapott a mozikba kerülésekor, mivel profi labdarúgók is szerepeltek benne, többek között Bobby Moore, Osvaldo Ardiles, Kazimierz Deyna, Paul Van Himst, Mike Summerbee, Hallvar Thoresen, Werner Roth és Pelé. Az Ipswich Town számos játékosa is szerepelt a filmben; John Wark, Russell Osman, Laurie Sivell, Robin Turner és Kevin O'Callaghan. Más Ipswich Town-játékosok a futballjelenetekben színészeket helyettesítettek: Kevin Beattie Michael Caine-t, Paul Cooper pedig Sylvester Stallonét.
Az Amerikai Egyesült Államokban 1981. július 30-án mutatták be a mozikban, Victory címmel. Benevezték a 12. Moszkvai Nemzetközi Filmfesztiválra is.

## Cselekmény
A második világháború alatt, 1943 nyarán a gensdorfi táborban a foglyok focizással töltik az időt. Karl von Steiner Wehrmacht őrnagy, egy korábbi német nemzetközi játékos, a szövetséges foglyok csapatát akarja összemérni egy német katonákból álló válogatott csapattal. Az angolok szövetségi kapitánya, John Colby, a West Ham United korábbi játékosa és edzője kezdetben ellenzi a mérkőzést. Végül azonban beleegyezik az ötletbe. Colby két feltételt szab ki: különleges bánásmódot kell biztosítani a játékosai számára, és az összes fogolytábor legjobb játékosait be kell vonni a csapatba. A mérkőzésre Franciaországban, a Párizs közelében fekvő Colombes stadionjában kerül sor. Robert Hatch körül hamarosan a francia ellenállás segítségével elképesztő szökési terv bontakozik ki. Az amerikai csapatkapitánynak, aki a csapat kapusa is lesz, meg kell tanulnia a játékot.

## Szereplők
| Szerep                  | Színész                | Magyar hang   | Magyar hang   |
| Szerep                  | Színész                | 1. szinkron   | 2. szinkron   |
| ----------------------- | ---------------------- | ------------- | ------------- |
| Robert Hatch százados   | Sylvester Stallone     | Mihályi Győző | Kőszegi Ákos  |
| John Colby százados     | Michael Caine          | Balázsi Gyula | Helyey László |
| Karl Von Steiner őrnagy | Max von Sydow          | Gruber Hugó   | Áron László   |
| Luis Fernandez tizedes  | Pelé                   | Varga Tamás   | Bolla Róbert  |
| Terry Brady             | Bobby Moore            |               |               |
| Carlos Rey              | Osvaldo Ardiles        |               |               |
| Michel Fileu            | Paul Van Himst         |               |               |
| Paul Wolchek            | Kazimierz Deyna        |               |               |
| Sid Harmor              | Mike Summerbee         |               |               |
| Arthur Hayes            | John Wark              |               |               |
| Rose Őrnagy             | Tim Pigott-Smith       |               |               |
| Claude                  | Jean-François Stévenin |               |               |
| André                   | Amidou                 |               |               |
| Victor                  | Gera Zoltán            | saját hangján | saját hangján |
| Svájci játékvezető      | Zsolt István           |               |               |
| Német kommentátor       | Anton Diffring         |               |               |

Boda Imre, Kovács Béla, Gáspár József és más labdarúgók is statisztaként szerepeltek a filmben.

## Fogadtatás
A Rotten Tomatoes weboldalon a film 67%-os értékelést kapott 9 kritikus véleménye alapján. A Metacritic oldalán a filmet 10 kritikus értékelése alapján a 100-ból 57-re értékelték.

## Remake
2019 márciusában jelentették be, hogy Jaume Collet-Serra rendezi a film azonos című remake-jét. A forgatókönyv tervezetét Gavin O'Connor és Anthony Tambakis írta 2017-ben, Tambakis pedig átdolgozta. Gianni Nunnari és Bernie Goldman jegyzik producerként a filmet.

## Fordítás
- Ez a szócikk részben vagy egészben  az   Escape to Victory című angol Wikipédia-szócikk fordításán alapul.  Az eredeti cikk szerkesztőit annak laptörténete sorolja fel. Ez a jelzés csupán a megfogalmazás eredetét és a szerzői jogokat jelzi, nem szolgál a cikkben szereplő információk forrásmegjelöléseként.

## Kapcsolódó szócikk
- Schwarz Sándor